# Eros Poli
Eros Poli (6 de agosto de 1963) é um ex-ciclista italiano que participava em competições de ciclismo de estrada. Ele competiu profissionalmente durante a década de 90.
Em Los Angeles 1984 Poli foi o vencedor e recebeu a medalha de ouro na prova dos 100 km contrarrelógio por equipes, juntamente com Claudio Vandelli, Marcello Bartalini e Marco Giovannetti. Competindo na mesma prova, ele terminou em quinto nos Jogos Olímpicos de 1988 em Seul.

## Palmarès
1984
Jogos Olímpicos, Contrarrelógio por equipes
1987
 Campeonato Mundial de Contrarrelógio Amador
1994
Tour de France:
Vencedor da etapa 15
 Vencedor do prêmio Combatividade
1998
Dun Le Palestel